# Jiří Repík
Jiří Repík (* 6. září 1956) je bývalý československý fotbalista, obránce a záložník.

## Fotbalová kariéra
Hrál za Lokomotívu Košice. V lize nastoupil ke 206 utkáním a dal 3 góly. Za reprezentaci do 18 let nastoupil k 15 utkáním, byla kapitánem dorostenecké reprezentace, za juniorskou reprezentaci do 21 let nastoupil v 1 utkání. V Poháru vítězů pohárů nastoupil ke 2 utkáním a v Poháru UEFA odehrál 2 utkání. Po skončení aktivní kariéry působil jako trenér v nižších soutěžích.